# Alfred Gerndt
Alfred Gerndt (* 7. Februar 1890 in Frankenstein; † 1918 in Frankreich) war ein deutscher Lehrer und Dichter.

## Werdegang
Gerndt unterrichtete in Birkenhain bei Beuthen. Während des Ersten Weltkriegs diente er als Leutnant in der Armee und fiel 1918 in Frankreich.

## Werke
- 1912: Am Lebenswege (Gedichte)